# Mette Juul
Mette Juul er en dansk jazzsangerinde og sangskriver. Hun er uddannet fra Rytmisk Musikkonservatorium i København, og i 2007 vandt hun The International Jazzartist Competition i Tallinn. Juul er særligt kendt for sine samarbejder med bassist Lars Danielsson, pianist Nikolaj Hess, trompetist Ambrose Akinmusire, pianist Heine Hansen og tidlige samarbejder med trommeslager Alex Riel.

## Diskografi
- CELESTE (2023, Naxos, Prophone)
- New  York - Copenhagen (2020, Universal Music)
- Change (2019, Universal Music)
- There Is A Song (2015, Universal Music)
- Moon on my Shoulder (2012, Calibrated)
- Coming in from the Dark (2010, Cowbell)